# (145732) Канмон
(145732) Канмон (англ. Kanmon) — астероид в поясе астероидов с орбитальным периодом 1517,086002406736 суток, открытый 21 февраля 1995 года японским астрономом Акимаса Накамура в Кумакогенской астрономической обсерватории.
Астероид назван в честь пролива Симоносеки (англ. Kanmon Straits).

Орбита астероида Канмон и его положение в Солнечной системе